# Santa Bernadette Soubirous (titre cardinalice)
Le titre cardinalice de Santa Bernadette Soubirous est érigé par le pape François le 30 septembre 2023. Il est attaché à l’église homonyme consacrée en 1975 dans le quartier Colli Aniene à Rome (Italie) situé dans le Municipio IV.

## Titulaires
- Ángel Sixto Rossi (depuis le 30 septembre 2023)